# 莱德航空
莱德航空（英語：Lyddair）是一家總部位於英國肯特郡的航空公司，提供客機包機和貨運服務。莱德航空營運基地為莱德機場，此外在法國北部海岸亦以勒圖—奧帕爾海岸機場為重點機場。

## 歷史
乔纳森·戈登（Jonathan Gordon，莱德航空總監）在1996年6月購入莱德機場，一年後成立天際航空（Sky Trek Airlines）。天際航空在1997年成立後便迅速投入服務，並在2002年4月重組為莱德航空。
2018年11月，莱德航空宣佈終止所有定期航班服務。

## 機隊
截至2016年4月，莱德航空擁有5架飛機。

## 外部連結
- 官方網站 （页面存档备份，存于）